# أحمد سيسيه
أحمد سيسيه هو سياسي نيجري، ولد في 29 يونيو 1948 في نيامي في النيجر. نشط حزبياً في Rally for Democracy and Progress (Niger) ‏. وقد انتخب Minister of Finance of Niger ‏ وانتخب رئيس وزراء النيجر ‏ (8 فبراير 1995 – 21 فبراير 1995) وانتخب رئيس وزراء النيجر ‏ (21 ديسمبر 1996 – 27 نوفمبر 1997).